# Мстислав Михайлович
Мстисла́в Миха́йлович — князь карачевский, козельский и звенигородский. Традиционно считался одним из младших сыновей Михаила Черниговского (1179—1246) на основании составленных в XVI веке родословных, что предполагает хронологические несостыковки.

## Происхождение
Согласно родословным, Мстислав после гибели Михаила Всеволодовича в 1246 году получил в удел Карачевское княжество с городами Карачев, Козельск, Елец, Мосальск, Звенигород и Болхов.
Однако данное известие родословных было поставлено под сомнение рядом историков. В летописях у Михаила Всеволодовича упоминается только один сын — Ростислав. Родословные потомков черниговских князей составлялись в XVI веке. В летописях имя Мстислава не упоминается, в ранних документах его отчество и титул отсутствует.
В «Энциклопедическом словаре Брокгауза и Ефрона» утверждается, что Мстислав родился в 1220 году, в 1249 году участвовал в походе Даниила Романовича Галицкого против литовцев и умер в 1280 году, однако источников для этой информации не приводится.
По родословным у Мстислава указывается несколько сыновей, двое из которых упоминаются в летописях в середине XIV века. Андрей был убит в 1339 году, а Тит был жив ещё в 1365 году. При этом у Андрея указывается отчество — Мстиславич. В результате получилось, что между Мстиславом, который, если он был сыном Михаила Черниговского, должен был родиться в первой половине XIII века, и Титом, умершим после 1365 года, слишком большой разрыв. Первым обратил на это внимание Н. Баумгартен, который посчитал, что все родословия, выводящие происхождение Черниговских князей к Михаилу Всеволодовичу, ошибка или «подлог» составителей родословий.
По мнению Баумгартена, отцом Мстислава был не Михаил Всеволодович Черниговский, а другой одноимённый черниговский князь. Например, в Любецком синодике упоминается «великий князь черниговский» Михаил Дмитревич, который считается сыном козельского князя Дмитрия Мстиславича и правил в Чернигове во второй половине XIII века. Михаил Дмитриевич вполне мог иметь потомство, которое могло править в Козельском княжестве. Также в Любецком синодике на поз.38 упоминается Михаил неизвестного происхождения, а историк Безроднов В.С. выводит практически всех черниговских, новгород-северских, брянских и карачевских (через Михаила Романовича) князей XIII—XIV вв. от Святослава Владимировича вщижского (ум.1166), достоверных сведений о потомстве которого нет. Однако сохранившихся источников недостаточно, чтобы достоверно указать, какой именно князь был отцом Мстислава. Кроме того, его отчество и титул известны только по родословным, а по времени жизни его сыновей и внуков Мстислав должен был родиться во второй половине XIII века.
На основании уделов, которыми владели потомки Мстислава, считается, что в состав его удела входили Карачев, Козельск, Звенигород, Елец, Мосальск, Хотимль, а также, возможно, Перемышль и Болхов. Судя по тому, что в древнейших известиях сыновья Мстислава, Тит и Андрей, упоминались с титулом «князь Козельский», именно этот город считался главным. Титул «князь Карачевский» впервые упомянут только в 1383 году. Однако в родословии князей Звенигородских (XVI век) Мстислав и его дети упоминается с титулом князя Карачевского. Карачев входил во владение князей Звенигородских и вероятно, что они пытались таким образом отодвинуть на задний план потомков Тита Мстиславича.
В Любецком синодике имя Мстислава отсутствует. Р. В. Зотов предполагал, что в синодике он должен быть, но указано его христианское имя. По его предположению Мстислав мог быть идентичен князю Михаилу (№ 18), стоящему сразу после святого Михаила Черниговского. Во Введенском синодике Мстислав Карачевский упомянут между Фёдором-Мстиславом и Константином Давыдовичами новгород-северскими.

## Брак и дети
Имя жены Мстислава неизвестно. Если правильным является отождествление Мстислава с Михаилом из Любецкого синодика, сделанное Зотовым, то её могли звать Елена. Согласно родословным, у Мстислава было 4 сына:
- Тит Мстиславич (ум. после 1365), князь козельский
- Святослав Мстиславич (ум. 1310), князь карачевский
- Пантелеймон Мстиславич, князь карачевский или звенигородский. Известен только по родословным. Его сын Василий Пантелеймонович в 1339 году убил своего дядю Андриана.
- Андрей Мстиславич (ум. 1339), князь звенигородский и козельский (по другой версии звенигородским князем был Андрей Семёнович, старший брат убитого в 1326 году в Орде Александра новосильского[13], см. также Звенигород-Северский).

## Комментарии
1. ↑  В ряде источников назван князем Карачевским и Козельским[1]. В родословной, которую подали Звенигородские князья, назван князем Карачевским и Звенигородским. Во Введенском синодике назван князем карачевским.
2. ↑  Согласно исследованиям М. Е. Бычковой, впервые родословие потомков Михаила Черниговского появилось в Уваровской летописи[3] (создана около 1530 года), где размещено родословие князей Звенигородских. Мстислав там назван вторым сыном Михаила (после Романа Брянского, Ростислав в родословии отсутствует)[4]. Также роспись Звенигородских князей содержится в Никоновской летописи (создана в 1526—1530 годах). Возможно, что эти вставки попали в летописи благодаря монаху Иосифо-Волоколамского монастыря Дионисию Звенигородскому[5][6].